# オチョソンデュパ州
オチョソンデュパ州はナミビアの14の州のうちの一つ。1920年にホバ隕石が発見された。

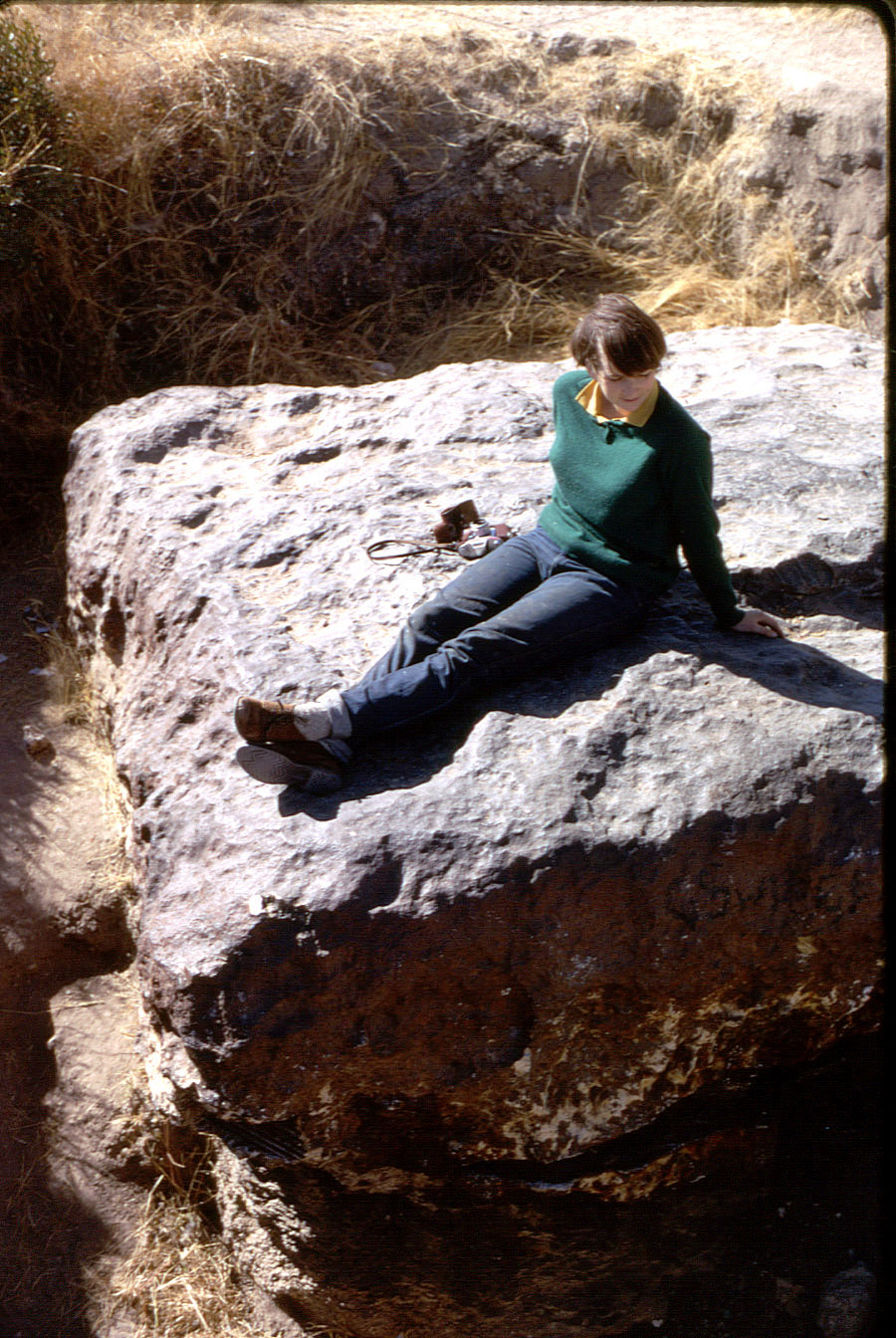
ホバ隕石